# Beaumetz-lès-Aire
Beaumetz-lès-Aire ist eine französische Gemeinde mit 228 Einwohnern (Stand 1. Januar 2022) im Département Pas-de-Calais in der Region Hauts-de-France. Sie gehört zum Arrondissement Saint-Omer und zum Kanton Fruges.

## Lage
Die Gemeinde Beaumetz-lès-Aire liegt im Artois, 30 Kilometer westlich von Béthune. Nachbargemeinden von Beaumetz-lès-Aire sind Bomy im Norden, Laires im Osten, Lisbourg im Süden, Hézecques im Südwesten, Matringhem im Westen sowie Vincly im Nordwesten. Im Nordwesten hat die Gemeinde mit zwei Windkraftanlagen einen Anteil an einem interkommunalen Windpark.

## Bevölkerungsentwicklung
| Jahr                       | 1962 | 1968 | 1975 | 1982 | 1990 | 1999 | 2007 | 2014 | 2022 |
| Einwohner                  | 318  | 309  | 286  | 281  | 229  | 241  | 220  | 243  | 228  |
| Quellen: Cassini und INSEE |      |      |      |      |      |      |      |      |      |

## Sehenswürdigkeiten
- Kirche Saint-Jean-Baptiste aus dem 19. Jahrhundert
- Wasserturm

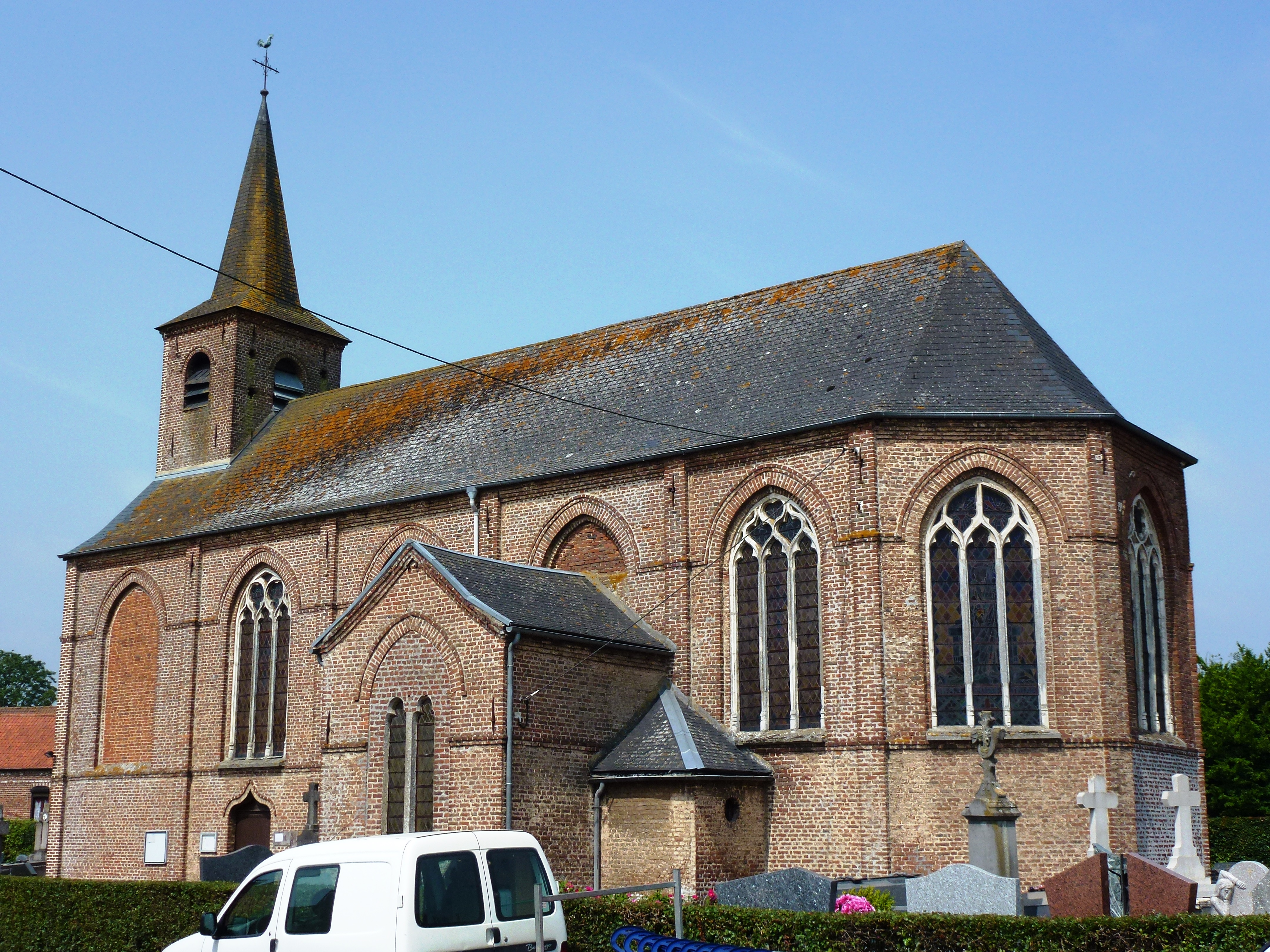
Kirche Saint-Jean-Baptiste
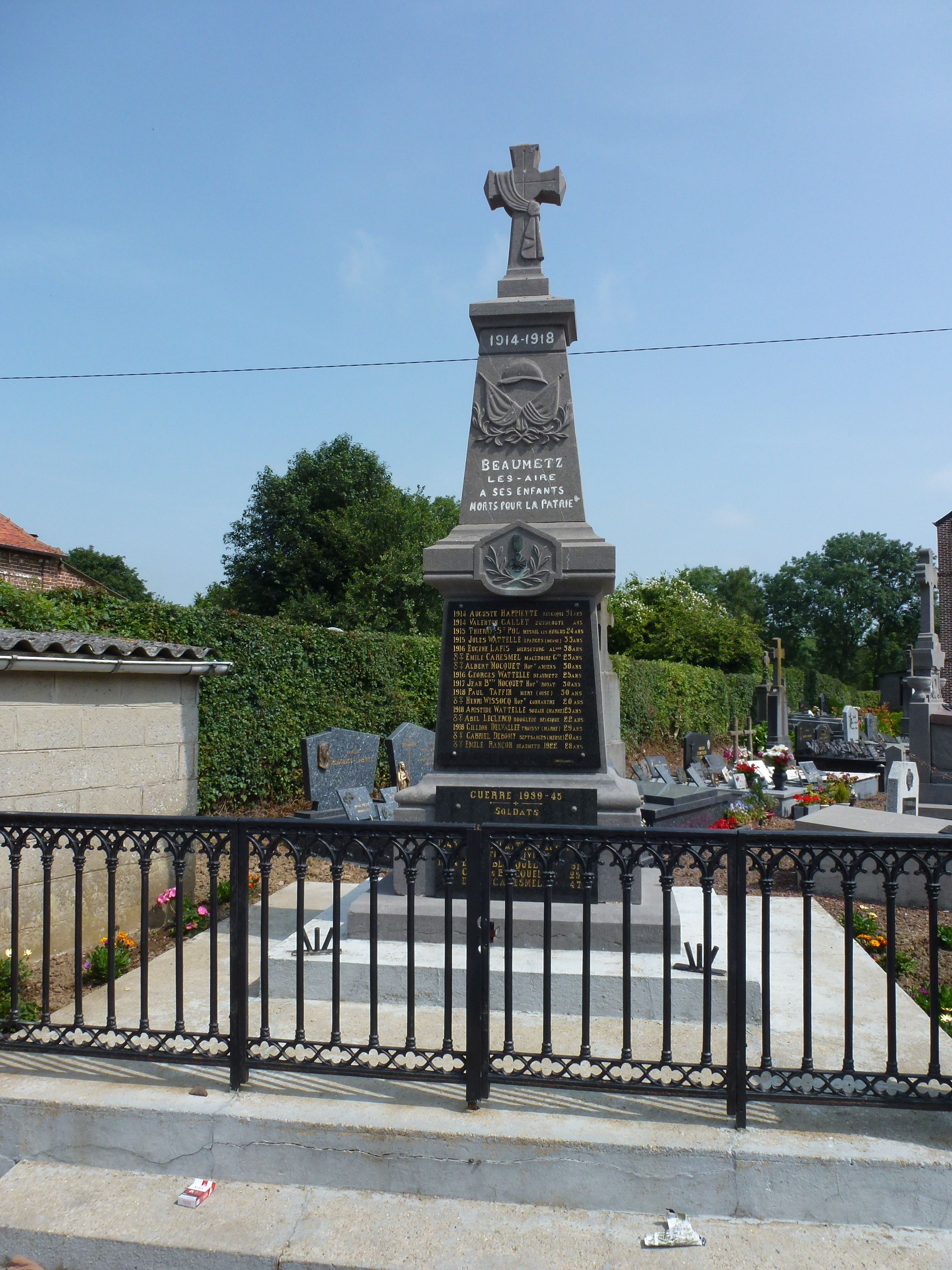
Gefallenendenkmal